# Agatha Christine von Hanau-Lichtenberg
Gräfin Agatha Christine von Hanau-Lichtenberg (* 23. September 1632 in Buchsweiler; † 5. Dezember 1681 in Straßburg, beigesetzt in Lützelstein) war eine Tochter des Grafen Philipp Wolfgang (* 1595; † 1641) und der Gräfin Johanna von Öttingen (* 1602; † 1639).
Sie heiratete am 4. Juli 1648 in Bischweiler Pfalzgraf Leopold Ludwig von Pfalz-Veldenz-Lützelstein (* 1. Februar 1623; † 19. September 1694 [nach Julianischem Kalender] in Straßburg, begraben in der Pfarrkirche von Lützelstein). Aus der Ehe gingen zahlreiche Kinder hervor:
1. N.N. Tochter († 1649 in Lauterecken)
2. Anna Sophie (* 20. Mai 1650 in Lauterecken; † 20. Mai 1706 in Mörchingen, heute: Morhange), begraben in der Pfarrkirche Lützelstein
3. Gustav Philipp (* 17. Juli 1651 in Lauterecken; begraben am 24. August 1679, ebenda), ermordet und angeblich begraben in der luth. Pfarrkirche Lauterecken
4. Elisabeth Johanna (* 22. Februar 1653 in Lauterecken; † 5. Februar 1718 in Mörchingen), begraben in Diemeringen. Sie heiratete am 27. Juli 1669 Wild- und Rheingraf Johann XI. von Salm-Kyrburg († 16. September 1688 in Flonheim), bestattet in der Stadtkirche in Kirn.
5. Christine (* 29. März 1654 in Lauterecken; † 18. Februar 1655 in Lützelstein)
6. Christine Louise (* 11. November 1655 in Lützelstein; † 14. April 1656, ebenda)
7. Christian Ludwig (* 5. Oktober 1656 in Lützelstein; † 15. April 1658, ebenda)
8. Dorothea (* 16. Januar 1658 in Lützelstein; † 17. August 1723 in Straßburg), beigesetzt in der Pfarrkirche von Lützelstein. Sie heiratete am 10. Juli 1707 in Zweibrücken Pfalzgraf Gustav Samuel Leopold von Pfalz-Zweibrücken-Kleeburg (* 1670; † 1731). Die Ehe wurde am 23. April 1723 geschieden.
9. Leopold Ludwig (* 14. März 1659 in Lützelstein; † 17. März 1660, ebenda), bestattet in Lützelstein
10. Karl Georg (* 27. Mai 1660 in Lützelstein; † 4. Juli 1686, gefallen vor Ofen)
11. Agnes Eleonore (* 29. Juni 1662 in Lützelstein; † 1. Januar 1664, ebenda)
12. August Leopold (* 22. Dezember 1663 in Lützelstein; † 9. September 1689, gefallen vor Mainz). Er war Oberst in kurbayrischen Diensten und wurde in der Johanneskirche in Hanau beigesetzt.

Agatha Christine wurde, wie viele ihrer Kinder und später ihr Mann, ebenfalls in der Pfarrkirche von Lützelstein bestattet.

## Vorfahren
| Ahnentafel von Gräfin Agatha Christine von Hanau-Lichtenberg | Ahnentafel von Gräfin Agatha Christine von Hanau-Lichtenberg                                                                     | Ahnentafel von Gräfin Agatha Christine von Hanau-Lichtenberg                                                                     | Ahnentafel von Gräfin Agatha Christine von Hanau-Lichtenberg                                                         | Ahnentafel von Gräfin Agatha Christine von Hanau-Lichtenberg                                                         | Ahnentafel von Gräfin Agatha Christine von Hanau-Lichtenberg | Ahnentafel von Gräfin Agatha Christine von Hanau-Lichtenberg |
| ------------------------------------------------------------ | --- | --- | --- | --- | ------------------------------------------------------------ | ------------------------------------------------------------ |
| Urgroßeltern                                                 | Graf Philipp V. von Hanau-Lichtenberg (* 1541; † 1599) ⚭ Pfalzgräfin Margarethe Ludowika von Pfalz-Zweibrücken (* 1540; † 1569)  | Graf Wolfgang zu Hohenlohe-Neuenstein (* 1546; † 1610) ⚭ Gräfin Magdalena von Nassau-Dillenburg (* 1547; † 1643)                 | Graf Gottfried von Öttingen (* 1554; † 1622) ⚭ Gräfin Johanna zu Hohenlohe-Neuenstein (* 1557; † 1585)               | Georg III. von Erbach (* 1548; † 1605) ⚭ Gräfin Anna zu Solms (* 1557; † 1586)                                       |                                                              |                                                              |
| Großeltern                                                   | Graf Johann Reinhard I. von Hanau-Lichtenberg (* 1568; † 1625) ⚭ Gräfin Maria Elisabeth zu Hohenlohe-Neuenstein (* 1576; † 1605) | Graf Johann Reinhard I. von Hanau-Lichtenberg (* 1568; † 1625) ⚭ Gräfin Maria Elisabeth zu Hohenlohe-Neuenstein (* 1576; † 1605) | Graf Ludwig Eberhard von Öttingen-Öttingen (* 1577; † 1634) ⚭ Gräfin Margarethe von Erbach (* 1576; † 1636)          | Graf Ludwig Eberhard von Öttingen-Öttingen (* 1577; † 1634) ⚭ Gräfin Margarethe von Erbach (* 1576; † 1636)          |                                                              |                                                              |
| Eltern                                                       | Graf Philipp Wolfgang von Hanau-Lichtenberg (* 1595; † 1641) ⚭ Gräfin Johanna von Öttingen-Öttingen (* 1602; † 1639)             | Graf Philipp Wolfgang von Hanau-Lichtenberg (* 1595; † 1641) ⚭ Gräfin Johanna von Öttingen-Öttingen (* 1602; † 1639)             | Graf Philipp Wolfgang von Hanau-Lichtenberg (* 1595; † 1641) ⚭ Gräfin Johanna von Öttingen-Öttingen (* 1602; † 1639) | Graf Philipp Wolfgang von Hanau-Lichtenberg (* 1595; † 1641) ⚭ Gräfin Johanna von Öttingen-Öttingen (* 1602; † 1639) |                                                              |                                                              |
| Agatha Christine                                             | | | | |                                                              |                                                              |